# Vigário judicial
Na Igreja Católica, um vigário judicial ou oficial episcopal (em latim: officialis) é um oficial da diocese com poder ordinário para julgar casos no tribunal eclesiástico diocesano. Embora o bispo diocesano possa reservar certos casos para si, o vigário judicial e o bispo diocesano são um único tribunal, o que significa que as decisões do vigário judicial não podem ser apeladas ao bispo diocesano, mas sim ao tribunal de apelação.
O vigário judicial deve ser alguém diferente do vigário-geral, a menos que a pequenez da diocese ou o número limitado de casos sugiram o contrário. Outros juízes, que podem ser padres, diáconos, religiosos, freiras, ou leigos, que devem ter conhecimento do direito canônico e ser católicos em boa situação, auxiliam o vigário judicial, seja decidindo casos com base em um único juiz ou formando com ele um painel presidido por ele ou um deles. Um vigário judicial também pode ser auxiliado por vigários judiciais adjuntos (ou vice-oficiais). O vigário judicial é auxiliado por pelo menos um, se não mais, indivíduos com o título de defensor do vínculo. Eles normalmente são padres, mas não precisam ser. Também farão parte da equipe notários e secretários, que podem ser padres, irmãos ou irmãs religiosos, freiras, ou leigos.
Os vigários judiciais, os ajudantes e os demais juízes que presidem aos processos devem ser sacerdotes de boa reputação, ter pelo menos trinta anos de idade e possuir um doutorado ou licenciatura em direito canônico.
Os vigários judiciais devem servir por um período específico de mandato e, ao contrário dos vigários gerais e episcopais, não cessam de exercer o cargo quando a diocese está sem bispo,  seja pela morte do bispo, renúncia aceita pelo papa, transferência ou privação do cargo comunicada ao bispo.